# Kočičí skály
Kočičí skály jsou přírodní památka poblíž obce Žďár nad Metují v okrese Náchod. Přírodní památka leží na území chráněné krajinné oblasti Broumovsko a ptačí oblasti Broumovsko. Chráněné území spravuje Agentura ochrany přírody a krajiny ČR – regionální pracoviště Východní Čechy.

## Předmět ochrany
Důvodem ochrany je asi 750 metrů dlouhý reliéf s geomorfologicky významnými útvary, vyvinutý na kvádrových pískovcích svrchní křídy, a přírodě blízký ekosystém borů se specifickými rostlinnými i živočišnými lesními a skalními společenstvy.

## Poloha
Kočičí skály se nacházejí v severovýchodním svahu stolové hory Ostaš, od jejíhož vrcholu jsou odděleny polickým zlomem. Jsou jedním ze dvou nevelkých skalních měst, které se na této hoře nacházejí. Jsou též známy pod názvem Dolní labyrint či Dolní bludiště. V jižním zakončení se nachází jeskyně zvaná Sluj Českých bratří. Přístupné jsou po zde zakončené zelené turistické značce z Police nad Metují.